# ニホンフラッシュ
ニホンフラッシュ株式会社は、徳島県小松島市横須町に本社を置く内装建具・収納家具・内装用造形材の製造を行う企業である。JPX日経中小型株指数の構成銘柄の一つ。

## 沿革
- 1964年 - 設立。
- 1965年 - 本社工場竣工。
- 1973年 - 大成プレハブ工業を合弁で設立。
- 1974年 - 日本フネンを合弁で設立。
- 1990年 - 収納家具工場竣工。
- 1991年 - 韓国鮮昌産業と業務提携。
- 1992年 - 本社ショールーム開設。
- 1993年 - 第4工場竣工。
- 2004年 - 東京ショールーム開設。
- 2008年 - 東京証券取引所第二部に上場。
- 2015年 - 東京証券取引所第一部に指定替え。

## 施設
- 本社・本社工場 - 徳島県小松島市
- 北海道工場 - 北海道江別市

## 社名の由来
- 社名の『フラッシュ』は、フラッシュドアに由来。フラッシュドアとは、桟を組んだ骨組みの両面に化粧合板などを貼り合せ表面を平滑に仕上げたドア[2]。